# Filighera
Filighera ist eine norditalienische Gemeinde (comune) mit 823 Einwohnern (Stand 31. Dezember 2023) in der Lombardei. Die Gemeinde liegt etwa 13 Kilometer östlich von Pavia in der Pavese an der Olona.

## Geschichte
Im 12. Jahrhundert wird der Ort als Felegaria erwähnt. Im 18. Jahrhundert wurde der heutige Ortsteil Beatico (historisch: Abiaticum) eingemeindet, 1871 der Ortsteil Montesano.